# Dactyloceras
Dactyloceras é um gênero de mariposa pertencente à família Bombycidae.